# Erich Trautsch
Erich Trautsch (* 18. April 1904 in Saalfeld; † 28. Mai 1985 in Lübeck) war ein Lübecker Bauunternehmer, der durch den Wiederaufbau der Marienkirche in Lübeck bekannt wurde.

## Leben und Werk
Zusammen mit Klaus Pieper entwickelte er das Trautsch-Pieper-Verfahren. Es wurde unter anderem beim Wiederaufbau der Marienkirche verwendet. Mit Hilfe des Verfahrens können Dachstühle mit Schlacke-Hohlformstein gebaut werden. Es ersetzt die sonst übliche Holzkonstruktion.
Erich Trautsch hat als Bauunternehmer Anteil an der Restaurierung bedeutender Lübecker Bauwerke gehabt. Mit einem eigens entwickelten Verfahren stabilisierte er das Holstentor 1952, indem er über 30 Löcher durch den gesamten unteren Teil des Gebäudes bohrte und einen speziellen Beton in das Mauerwerk presste. Die Bohrungen sind heute noch deutlich am Holstentor zu erkennen. In gleicher Weise wurden die Türme des Lübecker Doms stabilisiert.
1951 entwickelte er den „Trautsch-Stein“ der vollständig aus Schlacke hergestellt wurde. Im gleichen Jahr entwickelte er als erster ein Fertighaus, das „Trautsch-Haus“. Das „Trautsch-Haus“ wurde 1952 patentiert. Es wurde in drei Varianten angeboten.
1953 erfand er dann das „Trautsch-Dach“, das im Wohnungsbau verwendet wurde. Die Weiterentwicklung mit Klaus Pieper durch Modifizierung und Verstärkung dieses Daches durch Betonrippen war dann 1956 das Trautsch-Pieper-Verfahren, das bei Kirchen- und Industriebauten zum Einsatz kam.
Nach den von Erich Trautsch entwickelten Verfahren wurden seitdem über 400 Kirchendächer und -türme bundesweit gebaut. In Lübeck zählen dazu die von Emil Steffan entworfene katholische Bonifatiuskirche und die lutherischen Kirchen St. Michael in Lübeck-Siems (2008 entwidmet), St. Thomas in Lübeck-St.Gertrud und St. Christophorus in Lübeck-Brandenbaum.
Die Freundschaft zu Klaus Pieper führte auch dazu, dass Erich Trautsch die Aufträge erhielt, die Stadthalle Braunschweig, den Forschungsreaktor der Physikalisch-Technischen Bundesanstalt und das Forschungszentrum der Max-Planck-Gesellschaft in Göttingen zu bauen. Pieper übernahm bei diesen Bauvorhaben mit seinem Ingenieurbüro die Bauleitung.
Trautsch war auch kommunalpolitisch aktiv. 1946 war er ehrenamtlicher Senator der Hansestadt Lübeck. Von 1959 bis 1962 war er für die CDU Mitglied der Lübecker Bürgerschaft.
Im Jahr 1972 übergab Trautsch die Leitung des Baubetriebes an seine zwei Söhne. Walter Trautsch übernahm die Niederlassungen im Norden, Alfred Trautsch die Niederlassungen im Westen und Süden Deutschlands. Die Trautsch Bau von Walter Trautsch musste 1996 Konkurs anmelden.

## Familie
Erich Trautsch war verheiratet mit Marie-Louise Trautsch geb. Haid. Aus dieser Ehe entstammen zwei Söhne und eine Tochter. Die einzelnen Mitglieder der Familie Trautsch leben heute in verschiedenen Ländern Europas.

## Sammlungen
Als Mitglied des Beirats der Lübecker Museen hatte Trautsch maßgeblichen Anteil an der Sammlung des heute im St.-Annen-Museum ausgestellten Lübecker Silbers. Von 1960 bis kurz vor seinem Tod 1985 baute er eine große Silbersammlung auf. Im Jahr 2000 erwarb die Hansestadt Lübeck Teile dieser Sammlung als Lübecker Silberschatz.
Eine andere Leidenschaft galt Gemälden des 16. und 17. Jahrhunderts. Teile dieser Sammlung alter Meister sind heute noch in verschiedenen Museen zu besichtigen. Ein Höhepunkt dieser Sammlung ist ein Gemälde von Willem van Aelst, das einzig signierte und datierte Gemälde des Meisters in Privatbesitz. Ein anderes von Quiringh van Brekelenkam monogrammiertes Gemälde (Q.V.B. 1655) war über viele Jahre dem Central-Museum-Utrecht als Leihgabe übergeben.

## Auszeichnungen
- Die Technische Universität Braunschweig verlieh ihm 1956 den Titel eines „Ehrensenators“.
- Ehrenplakette des Senats der Hansestadt Lübeck (1961)
- Freiherr-vom-Stein-Medaille (1961)
- Die Hansestadt Lübeck widmete ihm 1963 ein großes Bleiglas in der Marienkirche zu Lübeck.